# 2K Australia
2K Australia，是总部设在澳大利亚堪培拉的游戏开发商。该工作室成立于2000年，由Irrational Canberra和Jonathan Chey负责；在2007年，改名为2K Australia。根据新闻，该工作室的主要重点是开发新的知识产权和与其他2K工作室共同开发产品。
该工作室原本是Irrational Games的一部分。在2010年，2K Australia为新的XCOM游戏宣布加入2K Marin。然而，在2011年底2K Marin和2K Australia分开。
在2015年4月16日，该工作室宣布关闭，原因是在澳大利亚工作室的成本太高。

## 游戏列表
| 年份 | 名称                          | 平台  | 平台 | 平台 | 平台 | 平台 |
| 年份 | 名称                          | Linux | Mac  | PS3  | Win  | X360 |
| ---- | ----------------------------- | ----- | ---- | ---- | ---- | ---- |
| 2002 | Freedom Force                 | 否    | 是   | 否   | 是   | 否   |
| 2004 | Tribes: Vengeance             | 否    | 是   | 否   | 是   | 否   |
| 2005 | SWAT 4                        | 否    | 是   | 否   | 是   | 否   |
| 2007 | BioShock                      | 否    | 是   | 是   | 是   | 是   |
| 2010 | BioShock 2                    | 否    | 是   | 是   | 是   | 是   |
| 2013 | BioShock Infinite             | 是    | 是   | 是   | 是   | 是   |
| 2013 | The Bureau: XCOM Declassified | 否    | 是   | 是   | 是   | 是   |
| 2014 | Borderlands: The Pre-Sequel!  | 是    | 是   | 是   | 是   | 是   |